# Papa Bue’s Viking Jazzband

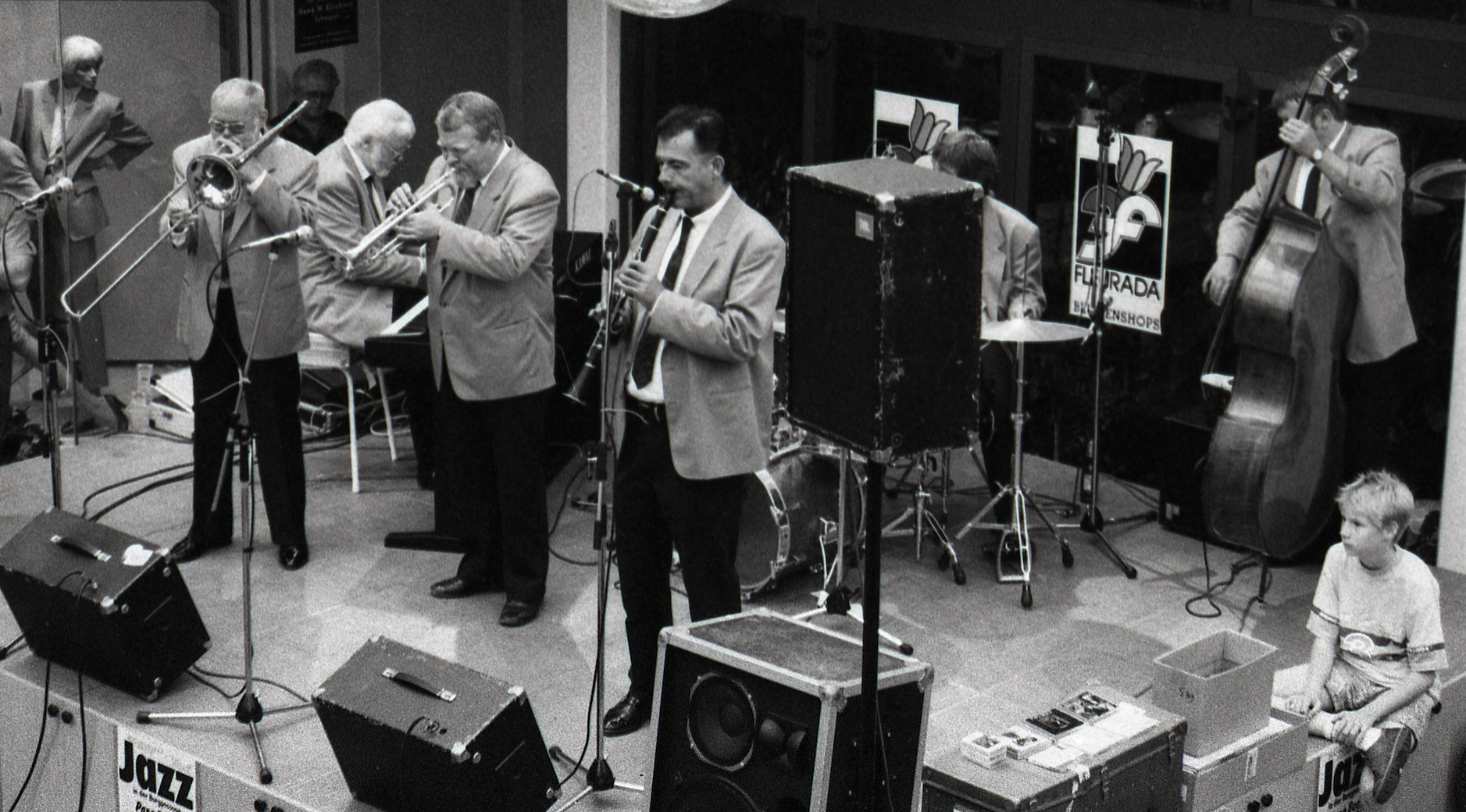
Papa Bue’s Viking Jazzband am 7. Juli 1992 in Braunschweig, Burgpassage

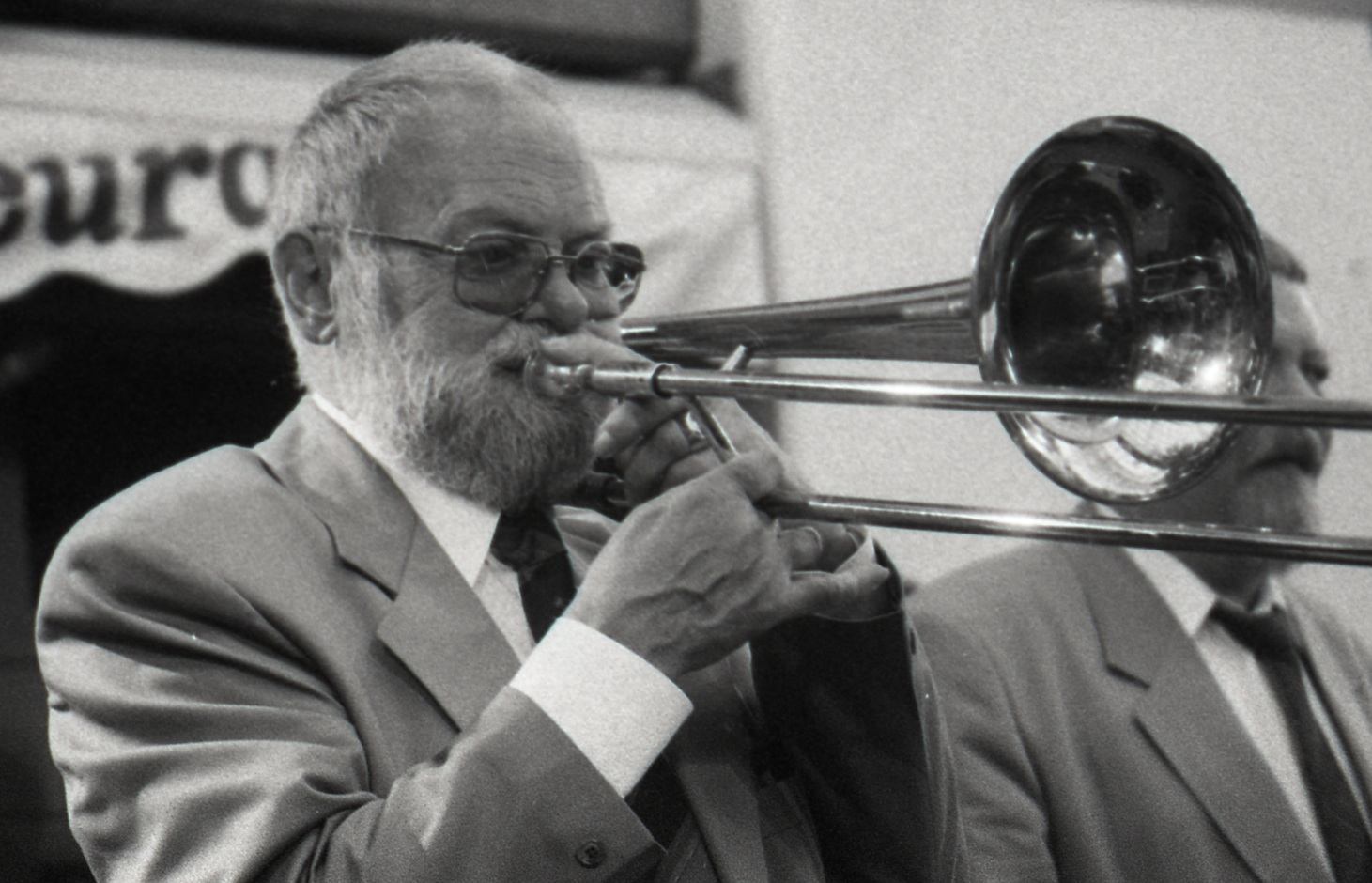
Papa Bue (Posaune) am 7. Juli 1992 in Braunschweig, Burgpassage

Die Papa Bue’s Viking Jazzband ist eine dänische Jazzformation, die so genannten Hot Jazz, insbesondere Dixieland- und New-Orleans-Jazz spielt.
Die Gruppe wurde 1956 von dem Posaunisten Arne Bue Jensen (* 8. Mai 1930; † 2. November 2011), einem ehemaligen Seemann, gegründet. Die Gründungsmitglieder (Jensen, Svare, Petersen, Lindschouw, Seidelin und der Trompeter Hans Jørgen Larsen) spielten im Kopenhagener Vergnügungsviertel Nyhavn und hatten im Sommer 1956 ein Engagement in Hamburg (St. Pauli). Ende 1956 war Gerhard Vohwinkel zwei Monate in der Band und machte mit ihr die erste Aufnahme für Storyville Records, bevor er von der dänischen Fremdenpolizei ausgewiesen wurde.
Ende 1957 wurde die Band in Viking Jazz Band umbenannt, nachdem der amerikanische Journalist Shel Silverstein die Band im Lokal Cap Horn gehört und eine positive Besprechung der dänischen Wikinger veröffentlicht hatte. Um dieselbe Zeit stieß der Trompeter Finn Otto Hansen zur Band, nachdem zuvor die Trompeter ständig gewechselt hatten. Damals konnten die Mitglieder der Gruppe noch nicht völlig von der Musik leben: Jensen arbeitete in einer Schuhfabrik, Svare studierte klassische Sprachen, Hansen machte eine Ausbildung als Schmied, Lindschouw war Kurier, Seidelin war Maschinenbauingenieur und Liller Petersen war Arbeiter.
1958 nahmen sie bei Storyville das erste Album als Papa Bue’s Viking Jazz Band auf (Papa Bue’s Viking Jazz Band, Storyville SEP 367). Den ersten großen Erfolg landete sie im Jahre 1960 mit Schlafe mein Prinzchen …  44 Wochen notierte dieser Titel in der deutschen Hitparade. Zahlreiche Goldene Schallplatten und viele Ehrungen zeugen von der Erfolgsgeschichte der Dänen. 1996, anlässlich des 40-jährigen Bandjubiläums, fand ein großes Gala-Konzert im Tivoli in Kopenhagen statt. Zwar wurde die Band von Zeit zu Zeit auf etlichen Positionen umbesetzt, doch der Bandleader achtete stets darauf, den weichen, swingenden, freundlich-nostalgischen Sound der Band zu erhalten. Einer ihrer Stars war ab 1985 der Klarinettist John Defferary, der jedoch 1998 zur Chris Barber Jazz & Blues Band wechselte.
Die Band ist zwar stark populär-kommerziell ausgerichtet und von Jazz-Puristen nicht immer akzeptiert, sie hat aber ohne Zweifel dazu beigetragen, dass der Hotjazz, als der Jazz allgemein in der Versenkung zu verschwinden drohte, nicht ganz vergessen wurde. Außerdem spielte sie die von Bent Fabricius-Bjerre komponierte Titelmusik (Olsen-banden) zu den 14 dänischen Filmen der Olsenbande und wirkte bei der Filmmusik von Stille Tage in Clichy mit.

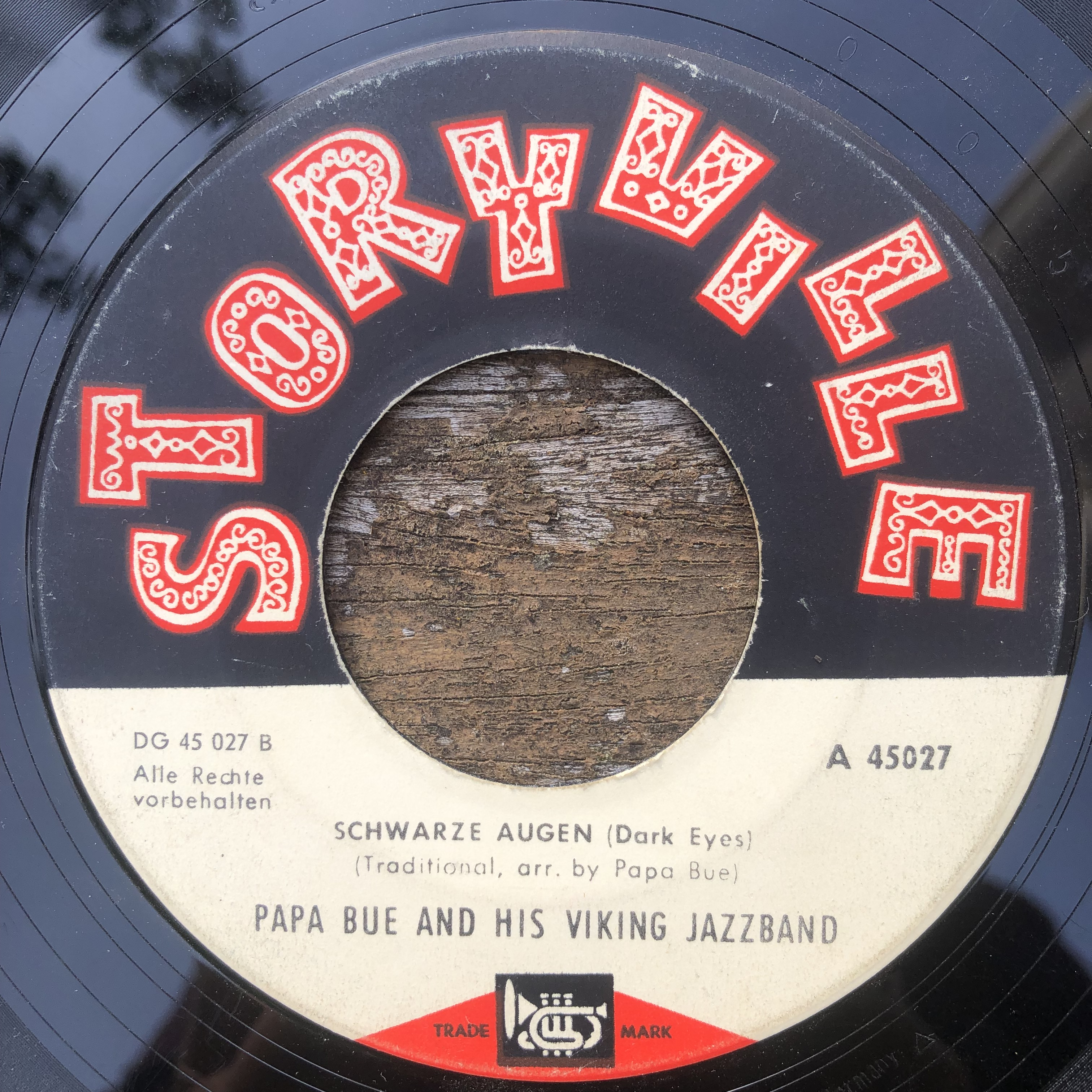
Papa Blue’s Viking Jazzband: „Schwarze Augen“ (Storyville Records), B-Seite von „O Sole Mio“ (1960)

Die ursprünglichen Mitglieder waren:
- Arne „Papa“ Bue Jensen (Posaune)
- Finn Otto Hansen (Trompete)
- Jørgen Svare (Klarinette)
- Bjarne „Liller“ Petersen (gestorben 1993, Banjo und Gesang)
- Ib Lindschouw (Schlagzeug)
- Mogens „Basse“ Seidelin (Bass)

Von den Ursprungsmitgliedern gründete Svare später eine eigene Band und der als Sänger populäre Liller Petersen verließ mehrfach die Band und verfolgte später eine Solokarriere. Ab 1965 war der Pianist Jørn “Jønne” Jensen (in den 1950er Jahren Leiter der Storyville Jazz Band) Mitglied.
Die Band spielte im Laufe der Zeit unter anderem mit George Lewis (mit dem sie 1959 tourten und mehrfach aufnahmen), Earl Hines, Stuff Smith, Ben Webster, Wingy Manone, Edmond Hall, Champion Jack Dupree, Albert Nicholas, Art Hodes, Acker Bilk, Gunhild Carling oder Wild Bill Davison. Letzterer war 1975 bis 1977 ständiges Mitglied. 1969 erhielt die Band nach ihrem Auftritt auf dem Jazzfestival in New Orleans als damals einzige ausländische Band die Goldenen Schlüssel der Stadt. 1972 spielte sie auf dem Newport Jazz Festival. Sie tourte in den meisten europäischen Ländern, im Fernen Osten und Australien.
Sie veröffentlichte über 50 Alben, unter anderem bei Storyville Records und Timeless Records.